# Меллити, Софьен
Софьен Меллити (араб. سفيان مليتي‎; 18 августа 1978, Силиана) — тунисский футболист, защитник.

## Биография
Футболом начал заниматься на родине в Тунисе, с 1997 года по 2001 год выступал за известный клуб «Эсперанс». Позже выступал за «Олимпик» (Бея), «Бизертин», «Хаммам-лиф». В 2004 году перешёл в украинский клуб «Ворскла», в чемпионате Украины провёл 30 матчей и забил 1 гол, также стал первым представителем Туниса в чемпионате. В 2006 году у него закончился контракт с «Ворсклой» и он переехал в Турцию где играл в «Газиантепспоре». В октябре 2006 года был на просмотре в ФК «Харьков».
В сборной Туниса играет с 1998 года. Всего провёл 14 матчей и забил 1 гол. Забил один гол сборной Ганы 25 мая 2006 года. Играл на Кубке африканских наций 2006, также на Чемпионате мира по футболу 2006.